# Andreas Gassner
 (août 2021).
Si vous disposez d'ouvrages ou d'articles de référence ou si vous connaissez des sites web de qualité traitant du thème abordé ici, merci de compléter l'article en donnant les références utiles à sa vérifiabilité et en les liant à la section « Notes et références ».
Pour les articles homonymes, voir Gassner.
Andreas Gassner est un tireur sportif autrichien.

## Palmarès
Andreas Gassner a remporté les épreuves Vetterli Réplique et Coupe Pfrozheim aux championnats du monde MLAIC 1996 à Warwick